# Lionel Hitchman
Lionel Hitchman (* 3. November 1901 in Toronto, Ontario; † 19. Dezember 1968 in Glens Falls, New York) war ein kanadischer Eishockeyspieler (Verteidiger), der von 1922 bis 1934 für die Ottawa Senators und Boston Bruins in der National Hockey League spielte.

## Karriere
Während seiner Juniorenzeit spielte Hitchman bei den Toronto Aura Lee in der Ontario Hockey League. 1921 wechselte er zu den Ottawa New Edinburghs in die Ottawa City Hockey League. Zum Ende der Saison 1922/23 wechselte er zu den Ottawa Senators in die National Hockey League, mit denen er den Stanley Cup gewann. Im Laufe der Spielzeit 1924/25 verkauften ihn die Senators an die neu gegründeten Boston Bruins.
In Boston hatte der defensiv ausgerichtete Verteidiger seine beste Zeit. Anfangs übernahm er noch die Arbeit nach vorne, aber nachdem mit Eddie Shore und Dit Clapper zwei offensive Verteidiger im Kader standen, war er mit Sprague Cleghorn weitgehend für Defensive verantwortlich. Mit dieser Rolle war er für die Bruins extrem wichtig und half mit, dass die Bruins 1929 ihren ersten Stanley Cup gewinnen konnten.
Direkt nach seinem Karriereende ehrten ihn die Bruins am 22. Februar 1934 im Anschluss an sein letztes Spiel gegen sein ehemaliges Team, die Ottawa Senators, indem sie seine Rückennummer 3 sperrten und nie wieder vergaben.
Noch heute fällt bei Nominierungen in die Hockey Hall of Fame immer wieder sein Name, doch seine fleißige, aber unauffällige Spielweise hatte bisher nicht für eine Berufung ausgereicht.

## Sportliche Erfolge
- Stanley Cup: 1923 und 1929

### Persönliche Auszeichnungen
- OCHL Second All-Star Team: 1922 und 1923